# Tomas Mikuckis
Tomas Mikuckis (* 13. ledna 1983 Jonava, Litevská SSR, Sovětský svaz) je litevský fotbalový obránce a reprezentant, od roku 2019 hráč klubu FK Kauno Žalgiris. Hraje na postu stopera (středního obránce), alternativně na pozici defensivního záložníka. Prošel angažmá v Litvě a v Rusku.

## Klubová kariéra
- Žalgiris Vilnius (mládež)
- Žalgiris Vilnius 2002–2005
- FK Sūduva Marijampolė 2006–2008
- FK Vėtra 2009
- FK Nižnij Novgorod 2010–2012
- FK SKA-Energija Chabarovsk 2012–2013
- FK Torpedo Moskva 2013–2015
- FK SKA-Chabarovsk 2015–2017
- FK Tomʹ Tomsk 2017–2018
- FK Spartaks Jūrmala 2018
- FK Kauno Žalgiris 2019

## Reprezentační kariéra
V A-mužstvu Litvy debutoval 14. 12. 2003 v přátelském utkání v maltském městě Attard proti reprezentaci Polska (prohra 1:3).